# 1952年罗马尼亚宪法
1952年罗马尼亚宪法，又称为“建设社会主义的宪法”，比起之前1948年的宪法，该宪法更强调巩固共产党政权和意识形态的内容。1952年3月27日，罗马尼亚大国民议会选举出的委员会起草了宪法草案，7月18日公布。9月24日，大国民议会以324票赞成0票反对通过。9月27日该宪法生效。该宪法包含序言和10章共105条。共修改11次，该宪法于1965年8月21日被1965年罗马尼亚宪法代替。1953年底，中国共产党中央委员会成立宪法初稿领导小组起草《中华人民共和国宪法》时曾学习过该宪法。

## 外部連結
- Text of the constitution